# Dvigatel Tallinn
El Dvigatel Tallinn fue un equipo de fútbol de Estonia que jugó en la Liga Soviética de Estonia, la primera división de la RSS de Estonia.

## Historia
Fue fundado en el año 1969 en la capital Tallinn por idea de la cadena de restaurantes Dvigatel, y en su primer año de existencia lograron ganar el título de liga y de copa.
El club perdió la final de la Copa Soviética de Estonia en 1971, pero volvió a ser campeón de liga en 1976, participando constantemente en la Liga Soviética de Estonia durante más de 20 años hasta que el club desaparece en 1992 luego de la disolución de la Unión Soviética y la independencia de Estonia.

## Palmarés
- Liga Soviética de Estonia: 2

1969, 1976
- Copa Soviética de Estonia: 1

1969